# 강선여 신도비
강선여 신도비는 대한민국 충청남도 청양군 운곡면 광암리에 있다. 2018년 1월 12일 청양군의 향토유적 제16호로 지정되었다.

## 개요
1627년 진향사로 명나라에 갔다 공자상을 가지고 온 백천와 강선여 선생의 사적비로 당대 최고의 유학자인 우암 송시열이 찬(撰)하고, 동춘당 송준길이 서(書), 김수항이 전(篆)하였다고 기록되어 있다.